# 4e étape du Tour d'Italie 2006
La 4e étape du Tour d'Italie 2006 a lieu le 9 mai entre Wanze et Hotton, en Belgique. Elle est remportée par Robbie McEwen.

## Résultats

### Classement de l'étape
|    | Coureur             | Pays      | Équipe                |    | Temps           |
| -- | ------------------- | --------- | --------------------- | -- | --------------- |
| 1  | Robbie McEwen       | Australie | Davitamon-Lotto       | en | 4 h 38 min 58 s |
| 2  | Paolo Bettini       | Italie    | Quick Step-Innergetic | +  | m.t.            |
| 3  | Alberto Loddo       | Italie    | Colombia Selle-Italia |    | m.t.            |
| 4  | Maximiliano Richeze | Argentine | Panaria               |    | m.t.            |
| 5  | Olaf Pollack        | Allemagne | T-Mobile              |    | m.t.            |
| 6  | Mirco Lorenzetto    | Italie    | Team Milram           |    | m.t.            |
| 7  | Philippe Gilbert    | Belgique  | Française des jeux    |    | m.t.            |
| 8  | Tomas Vaitkus       | Lituanie  | AG2R Prévoyance       |    | m.t.            |
| 9  | Koldo Fernández     | Espagne   | Euskaltel-Euskadi     |    | m.t.            |
| 10 | Sébastien Chavanel  | France    | Bouygues Telecom      |    | m.t.            |

### Points attribués
|   | Cycliste             | Pays      | Équipe                | Points |
| - | -------------------- | --------- | --------------------- | ------ |
| 1 | Sandy Casar          | France    | Française des jeux    | 8      |
| 2 | Patrick Calcagni     | Suisse    | Liquigas              | 6      |
| 3 | Jurgen Van de Walle  | Belgique  | Quick Step-Innergetic | 4      |
| 4 | Grischa Niermann     | Allemagne | Rabobank              | 3      |
| 5 | Alessandro Bertolini | Italie    | Colombia Selle-Italia | 2      |
| 6 | Matthias Russ        | Allemagne | Gerolsteiner          | 1      |

|    | Cycliste            | Pays      | Équipe                | Points |
| -- | ------------------- | --------- | --------------------- | ------ |
| 1  | Robbie McEwen       | Australie | Davitamon-Lotto       | 25     |
| 2  | Paolo Bettini       | Italie    | Quick Step-Innergetic | 20     |
| 3  | Alberto Loddo       | Italie    | Colombia Selle-Italia | 16     |
| 4  | Maximiliano Richeze | Argentine | Panaria               | 14     |
| 5  | Olaf Pollack        | Allemagne | T-Mobile              | 12     |
| 6  | Mirco Lorenzetto    | Italie    | Team Milram           | 10     |
| 7  | Philippe Gilbert    | Belgique  | Française des jeux    | 9      |
| 8  | Tomas Vaitkus       | Lituanie  | AG2R Prévoyance       | 8      |
| 9  | Koldo Fernández     | Espagne   | Euskaltel-Euskadi     | 7      |
| 10 | Sébastien Chavanel  | France    | Bouygues Telecom      | 6      |
| 11 | William Bonnet      | France    | Crédit agricole       | 5      |
| 12 | Henk Vogels         | Australie | Davitamon-Lotto       | 4      |
| 13 | Leonardo Duque      | Colombie  | Cofidis               | 3      |
| 14 | Graeme Brown        | Australie | Rabobank              | 2      |
| 15 | Gorazd Štangelj     | Slovénie  | Lampre-Fondital       | 1      |

### Cols et côtes
|   | Cycliste             | Pays     | Équipe                | Points |
| - | -------------------- | -------- | --------------------- | ------ |
| 1 | Sandy Casar          | France   | Française des jeux    | 3      |
| 2 | Jurgen Van de Walle  | Belgique | Quick Step-Innergetic | 2      |
| 3 | Alessandro Bertolini | Italie   | Colombia Selle-Italia | 1      |

|   | Cycliste             | Pays      | Équipe                | Points |
| - | -------------------- | --------- | --------------------- | ------ |
| 1 | Sandy Casar          | France    | Française des jeux    | 3      |
| 2 | Alessandro Bertolini | Italie    | Colombia Selle-Italia | 2      |
| 3 | Grischa Niermann     | Allemagne | Rabobank              | 1      |

### Points attribués pour le classement combiné
|    | Cycliste               | Pays      | Équipe                | Points |
| -- | ---------------------- | --------- | --------------------- | ------ |
| 1  | Paolo Savoldelli       | Italie    | Discovery Channel     | 53     |
| 2  | Sandy Casar            | France    | Française des jeux    | 29     |
| 3  | Stefan Schumacher      | Allemagne | Gerolsteiner          | 28     |
| 4  | Bradley McGee          | Australie | Française des jeux    | 28     |
| 5  | Davide Rebellin        | Italie    | Gerolsteiner          | 21     |
| 6  | Paolo Bettini          | Italie    | Quick Step-Innergetic | 20     |
| 7  | Mickaël Delage         | France    | Française des jeux    | 20     |
| 8  | José Enrique Gutiérrez | Espagne   | Phonak                | 18     |
| 9  | Danilo Di Luca         | Italie    | Liquigas              | 18     |
| 10 | Moisés Aldape          | Mexique   | Panaria               | 18     |

## Classements à l'issue de l'étape

### Classement général
|    | Cycliste                | Pays      | Équipe                         |    | Temps            |
| -- | ----------------------- | --------- | ------------------------------ | -- | ---------------- |
| 1  | Stefan Schumacher       | Allemagne | Gerolsteiner                   | en | 14 h 52 min 55 s |
| 2  | Paolo Savoldelli        | Italie    | Discovery Channel              | +  | 13 s             |
| 3  | Davide Rebellin         | Italie    | Gerolsteiner                   |    | 23 s             |
| 4  | José Iván Gutiérrez     | Espagne   | Caisse d'Épargne-Illes Balears |    | 29 s             |
| 5  | José Luis Rubiera       | Espagne   | Discovery Channel              |    | 31 s             |
| 6  | Serhiy Honchar          | Ukraine   | T-Mobile                       |    | 31 s             |
| 7  | Bradley McGee           | Australie | Française des jeux             |    | 31 s             |
| 8  | Francisco Pérez Sánchez | Espagne   | Caisse d'Épargne-Illes Balears |    | 32 s             |
| 9  | José Enrique Gutiérrez  | Espagne   | Phonak                         |    | 33 s             |
| 10 | Michael Rogers          | Australie | T-Mobile                       |    | 37 s             |

### Classement par points
|   | Cycliste          | Pays      | Équipe                | Points |
| - | ----------------- | --------- | --------------------- | ------ |
| 1 | Robbie McEwen     | Australie | Davitamon-Lotto       | 50     |
| 2 | Paolo Bettini     | Italie    | Quick Step-Innergetic | 50     |
| 3 | Stefan Schumacher | Allemagne | Gerolsteiner          | 45     |

### Classement du meilleur grimpeur
|   | Cycliste      | Pays    | Équipe             | Points |
| - | ------------- | ------- | ------------------ | ------ |
| 1 | Sandy Casar   | France  | Française des jeux | 6      |
| 2 | Moisés Aldape | Mexique | Panaria            | 5      |
| 3 | Amaël Moinard | France  | Cofidis            | 5      |

### Classement du combiné
|   | Cycliste         | Pays      | Équipe             | Points |
| - | ---------------- | --------- | ------------------ | ------ |
| 1 | Paolo Savoldelli | Italie    | Discovery Channel  | 229    |
| 2 | Bradley McGee    | Australie | Française des jeux | 167    |
| 3 | Danilo Di Luca   | Italie    | Liquigas           | 120    |

### Classements par équipes

#### Classement aux temps
|   | Équipe                         | Pays       |    | Temps            |
| - | ------------------------------ | ---------- | -- | ---------------- |
| 1 | Discovery Channel              | États-Unis | en | 44 h 40 min 15 s |
| 2 | Gerolsteiner                   | Espagne    | +  | 15 s             |
| 3 | Caisse d'Épargne-Illes Balears | Espagne    |    | 20 s             |

#### Classement aux points
|   | Équipe            | Pays       | Points |
| - | ----------------- | ---------- | ------ |
| 1 | Gerolsteiner      | Allemagne  | 100    |
| 2 | Discovery Channel | États-Unis | 73     |
| 3 | T-Mobile          | Allemagne  | 72     |

### Classements annexes

#### Classement Azzurri d'Italia
|   | Cycliste          | Pays      | Équipe            | Points |
| - | ----------------- | --------- | ----------------- | ------ |
| 1 | Robbie McEwen     | Australie | Davitamon-Lotto   | 8      |
| 2 | Paolo Savoldelli  | Italie    | Discovery Channel | 4      |
| 3 | Stefan Schumacher | Allemagne | Gerolsteiner      | 4      |

#### Classement de la combativité
|   | Cycliste         | Pays      | Équipe                | Points |
| - | ---------------- | --------- | --------------------- | ------ |
| 1 | Robbie McEwen    | Australie | Davitamon-Lotto       | 12     |
| 2 | Paolo Bettini    | Italie    | Quick Step-Innergetic | 12     |
| 3 | Paolo Savoldelli | Italie    | Discovery Channel     | 11     |

#### Classement 110 Gazzetta
|   | Cycliste         | Pays   | Équipe             | Points |
| - | ---------------- | ------ | ------------------ | ------ |
| 1 | Paolo Savoldelli | Italie | Discovery Channel  | 5      |
| 2 | Sandy Casar      | France | Française des jeux | 5      |
| 2 | Mickaël Delage   | France | Française des jeux | 5      |

#### Classement de l'échappée (Fuga)
|   | Cycliste      | Pays    | Équipe            | Points |
| - | ------------- | ------- | ----------------- | ------ |
| 1 | Markel Irizar | Espagne | Euskaltel-Euskadi | 165    |
| 2 | Moisés Aldape | Mexique | Panaria           | 165    |
| 3 | Amaël Moinard | France  | Cofidis           | 165    |